# Solo ellas
Solo ellas fue un programa de conversación chileno, emitido por Telecanal de lunes a viernes a las 13:00 horas, entre el lunes 6 de abril de 2009 y el 12 de marzo de 2010.
El programa estaba a cargo de un panel integrado por la actriz Liliana Ross, la modelo Pamela Díaz, la presentadora Krishna de Caso y la locutora radial Matilda Svensson; estas dos últimas, moderaban las conversaciones y realizaban las menciones publicitarias.
Además de las cuatro panelistas originales, también participaron realizando reemplazos Teresita Reyes, Marisela Santibáñez, Mariana Marino, Francini Amaral y Lilian Alarcón.
Solo ellas apareció frecuentemente en la sección Top five del programa CQC, debido a los deslenguados comentarios que realizaba Pamela Díaz frente a los temas que se conversaban en el espacio.